# Asura's Wrath
Asura's Wrath est un jeu vidéo de type beat them all développé par CyberConnect2 et édité par Capcom en 2012 sur PlayStation 3 et Xbox 360.
Dévoilé en 2010 au Tokyo Game Show, le jeu met en avant une divinité déchue qui est obsédée par la vengeance. La mythologie asiatique est mélangée avec la science-fiction.

## Synopsis
Le royaume du Shinkoku était autrefois gouverné par l'Empereur Strada. Celui-ci, aidé de son armée de demi-dieux, assurait la protection de Gaea (la Terre) et du Paradis contre les Gohmas, des créatures maléfiques infectant la vie animale. Ces soldats fabuleux, les Huit Généraux Célestes, étaient décrits comme des êtres humains modifiés ayant chacun une affinité avec l'un des huit mantras gouvernant l'univers, respectivement :
- La Fierté : Lord Deus ;
- La Luxure : Olga ;
- La Vanité : Sergei ;
- La Mélancolie : Yasha ;
- L'Envie : Augus ;
- La Violence : Wyzen ;
- La Paresse : Kalrow ;
- La Colère : Asura.

Beaucoup de ces traits peuvent être reliés aux 7 péchés capitaux catholiques, Wyzen correspondant au côté excessif et démesuré de la gloutonnerie et Sergei dans une moindre mesure, l'Avarice. Le chiffre 8 possédant une dimension beaucoup plus sacrée que le 7 dans la culture Bouddhiste ou Shinto, un mantra supplémentaire vient compléter l'ordre du monde, la Mélancolie, trouble existentiel, sentiment de tristesse et d'absence de volonté de vivre.
Après une bataille au cours de laquelle Asura, l'un des Généraux Célestes, vainquit Vlitra, maître des Gohmas, l'Empereur fut assassiné. Trahi par ses frères, Asura fut accusé à tort de ce crime. Il fut banni et exécuté par le maître des demi-dieux Lord Deus, nouveau chef auto-proclamé du Shinkoku, pendant que sa fille, Mithra, était enlevée et sa femme, Durga, éliminée.

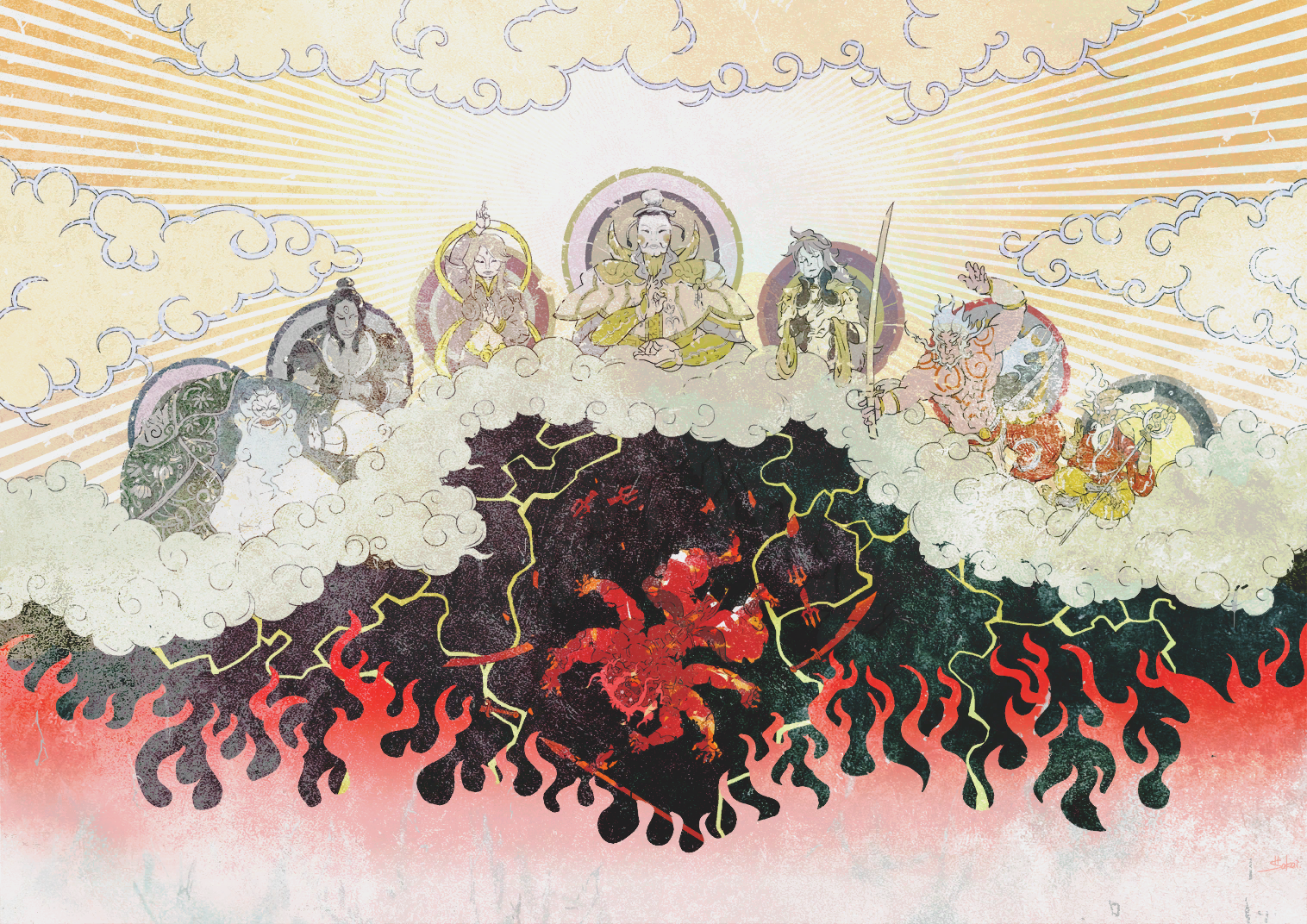
Les 7 Divinités bannissent Asura.

Asura se réveille plus tard dans le Naraka (l'Enfer), dimension hors du temps habitée par un unique et mystérieux personnage, l'Araignée d'Or. Gravissant pendant une durée indéterminée une gigantesque colonne de pierre, Asura resurgit du néant sur Gaea, et apprend que douze mille ans se sont écoulés depuis sa mort. Fou de rage, il part en quête de vengeance contre ses anciens frères, renommés désormais les Sept Divinités Célestes.

## Développement

### Contenu téléchargeable
Nommé « Chapitre 11.5 », ce premier contenu téléchargeable payant sorti le 27 mars 2012 au Japon est un chapitre additionnel liant les épisodes 11 et 12 au prix de 2 €. Ce « Sutra 11.5 » est une animation, avec des actions contextuelles, utilisant une palette graphique différente du jeu. Asura fait face seul à une énorme armée de Gohmas.
Il est suivi le 4 avril par un second contenu nommé « Chapitre 15.5 » vendu au prix de 2 €.
Le 25 avril, un pack de 4 épisodes est proposé au prix de 7 €. Ce dernier est en fait une poursuite de l'histoire du jeu.
Enfin, le 9 et 16 mai, un contenu téléchargeable propose d'affronter deux personnages emblématiques de Street Fighter, respectivement Ryu et Akuma.